# Notre-Dame (Avioth)

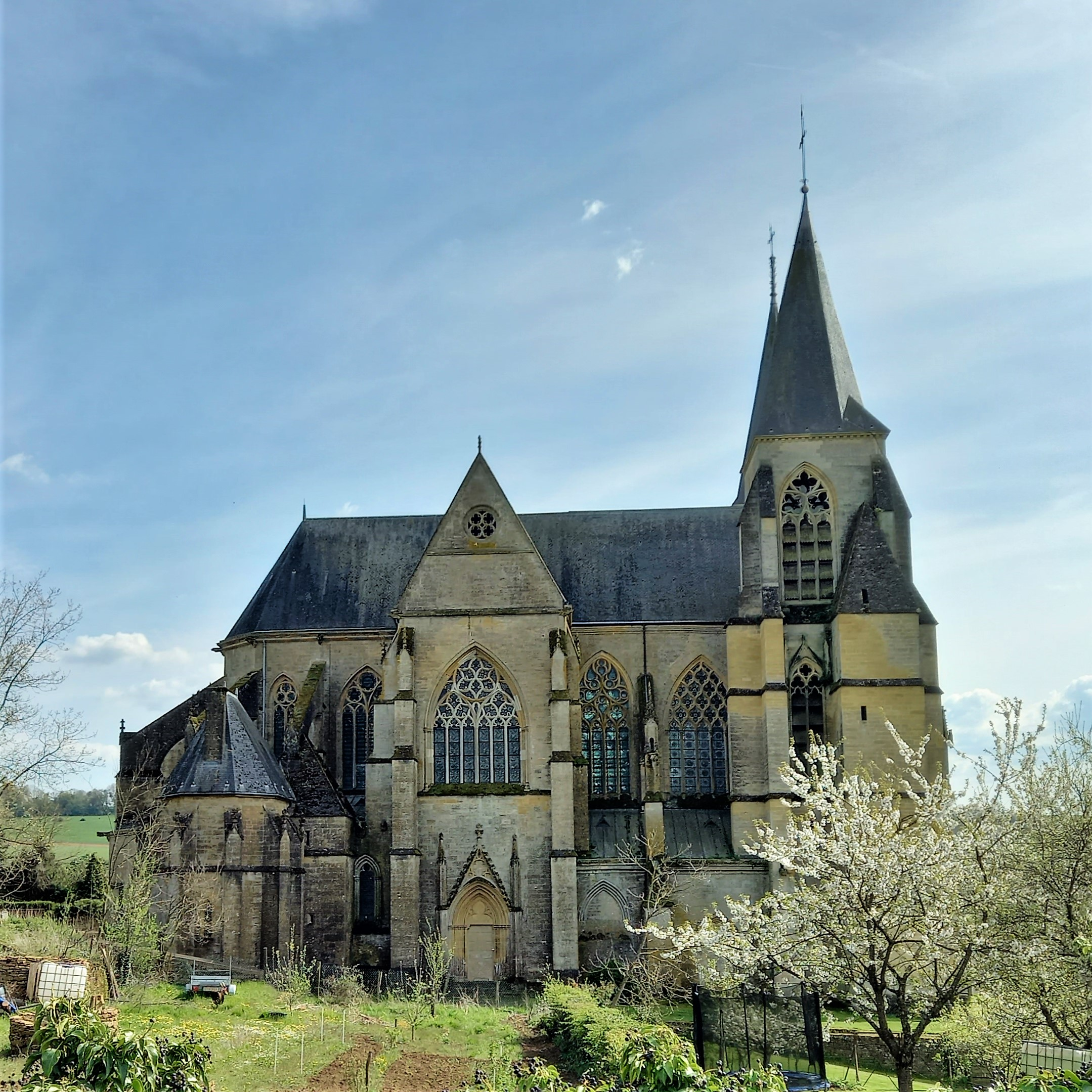
Notre-Dame d’Avioth

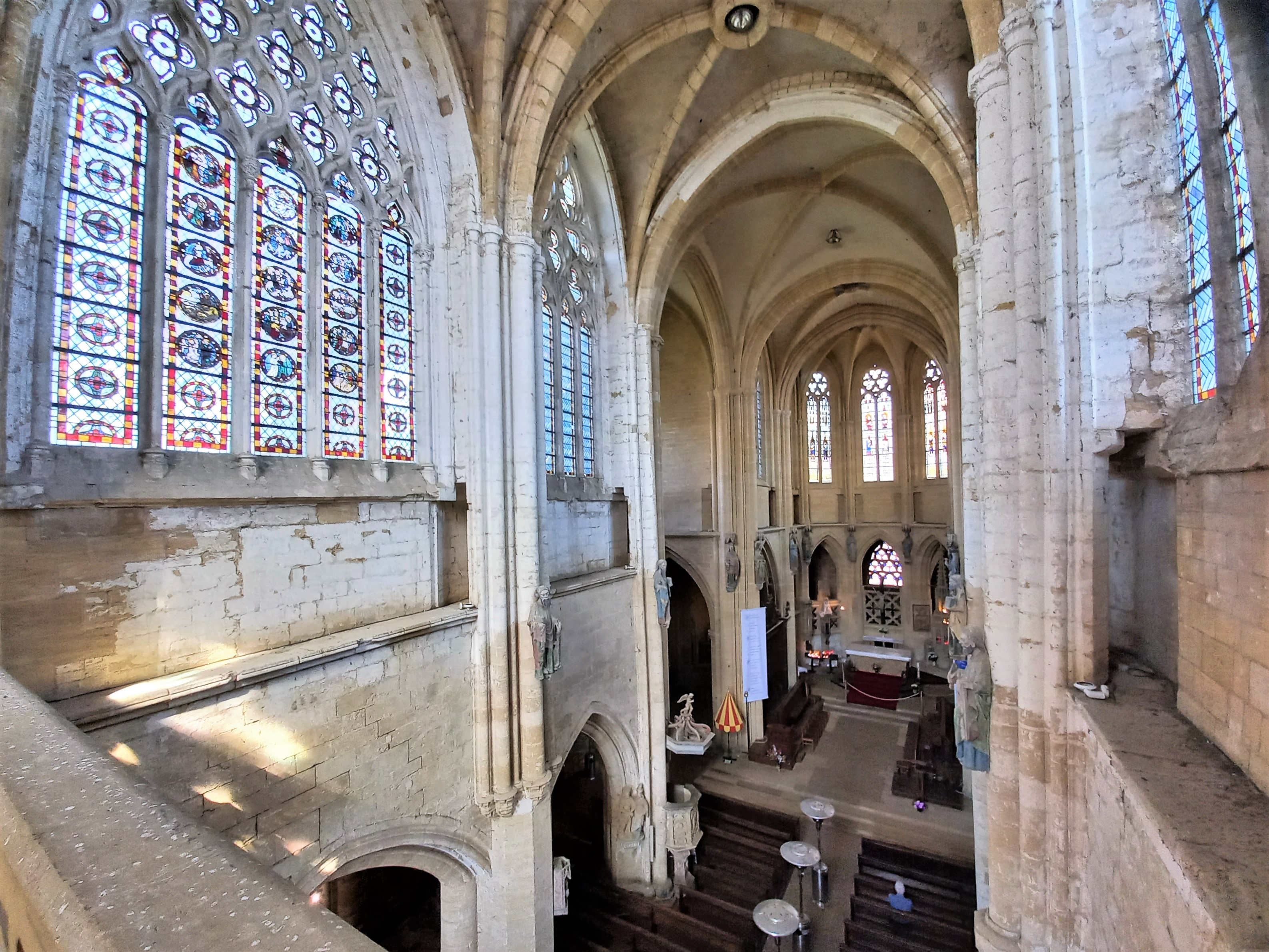
Langhaus und Chor mit Laufgang

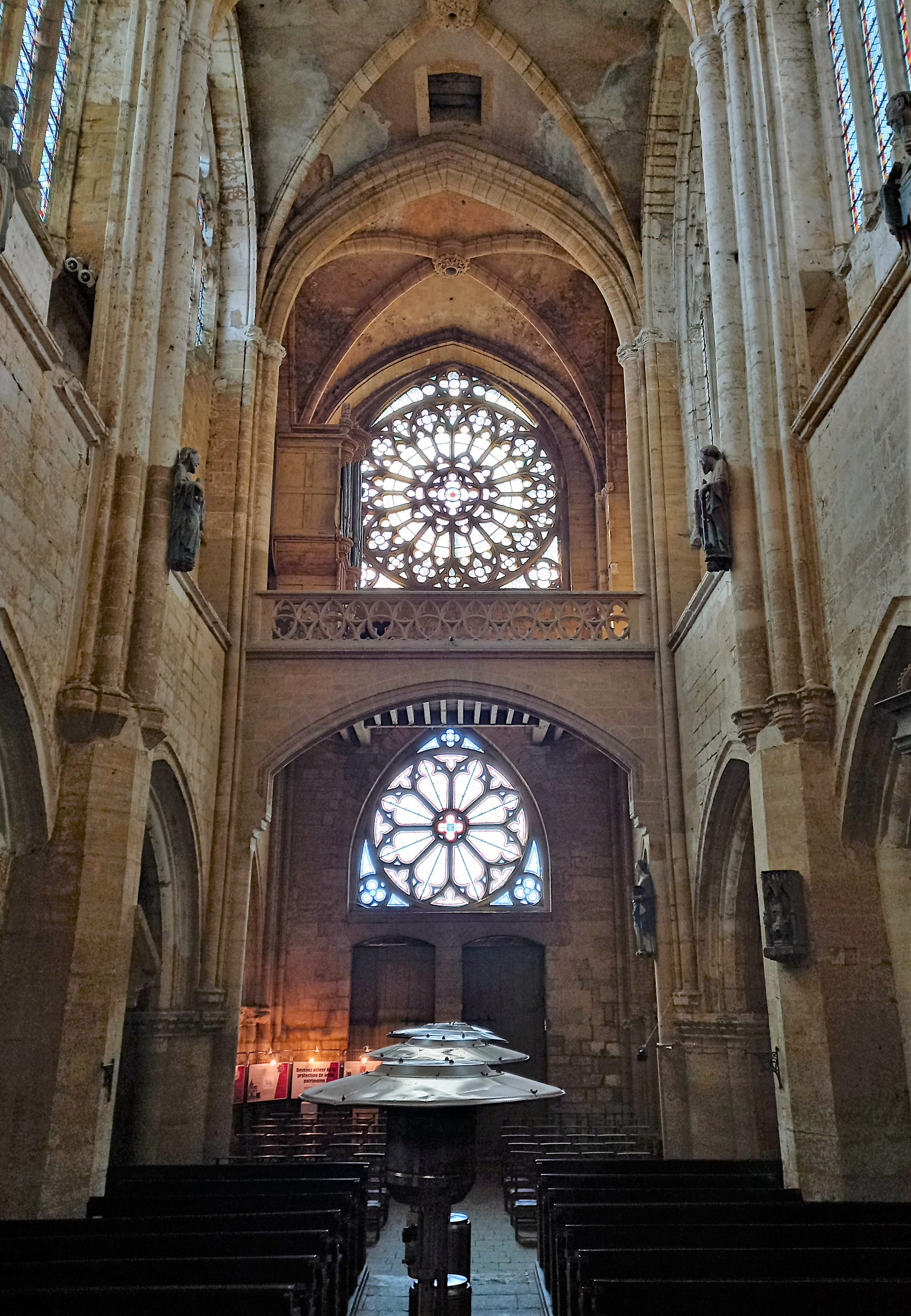
Blick nach Westen

Die Kirche Notre-Dame d’Avioth in der Gemeinde Avioth im Département Meuse ist ein bedeutender gotischer Sakralbau in Lothringen (Frankreich).

## Geschichte
Der Ursprung geht auf eine im 12. Jahrhundert ansetzende Marienwallfahrt zurück, die von der nahegelegenen Zisterzienserabtei Orval und der Metzer Abtei St-Symphorien gefördert wurde. Um 1260 wurde mit einem Neubau begonnen, der sich bis ins 15. Jahrhundert hinzog. Einzige spätere Ergänzung ist die 1539 durch Kaiser Karl V. errichtete Johanniskapelle am Südquerhaus. Restaurierungen im 19. Jahrhundert erfolgten u. a. durch Émile Boeswillwald, einen Schüler Viollet-le-Ducs.
Seit 1840 ist das Bauwerk Monument historique. 1993 wurde die Kirche zur Basilica minor erhoben.

## Anlage
Trotz der langen Bauzeit erscheint die Kirche wie aus einem Guss. Der älteste Teil ist der polygonale Chor mit Umgang (ohne Kapellenkranz), dem sich ein fluchtendes Querhaus und ein kurzes dreischiffiges Langhaus anschließen. Den Westabschluss markiert eine Doppelturmfassade mit Trumeau-Portal. Am Außenbau erscheinen am Langhaus und am Chor Strebepfeiler und Bögen. Der Aufriss von Chor und Langhaus ist im Innenbau zweigeschossig, jedoch wird das „fehlende“ Zwischengeschoss (Triforium) durch einen offenen Laufgang unterhalb des Obergadens angedeutet. Typisch lothringisch ist die asymmetrische Pfeilerfolge, bedingt durch den mehrfachen Planwechsel während der langen Bauzeit.

## La „Recevresse“

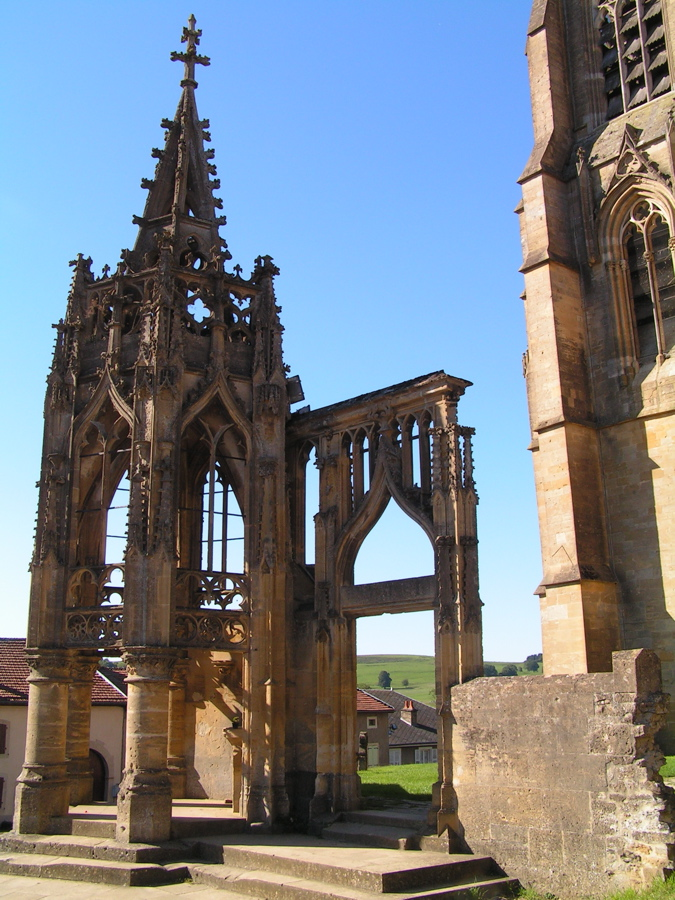
La „Recevresse“

Die Recevresse ist ein tabernakelartiger Zentralbau des 14. Jahrhunderts, ein Unikum spätgotischer Architektur in Ostfrankreich, dessen Funktion (im Zusammenhang mit der Wallfahrt) nicht geklärt ist. In Miniaturform wird ein gotischer Turmhelm rezitiert (vgl. Straßburger oder Freiburger Münster).